# Bulgariens flagga

Det emblem som fanns i flaggan 1947–1990.

Bulgariens flagga antogs den 22 november 1990 och består av tre horisontella band. Det översta är vitt och symboliserar fred, det mellersta är grönt och symboliserar Bulgariens bördiga land och det nedre röda symboliserar folkets mod. Proportionerna är 3:5.

## Historik
Bulgarien tillhörde fram till slutet av 1800-talet det osmanska imperiet, och saknade då en egen nationsflagga. En bulgarisk revolutionär organisation baserad i Serbien använde en flagga färgerna grönt, vitt och rött i början av 1860-talet. En fana i de bulgariska färgerna användes för första gången av bulgarisk-ryska trupper under det rysk-turkiska kriget 1877-1878 vid den rumänska staden Brăila 1877. På den tvåtungade fanan fanns ett lejon samt texten България ("Bulgarien"). Fanan förvaras idag på ett museum i Sofia.
Fanan var förebild för det självständiga Bulgariens nationsflagga, som fastslogs i den första författningen från den 16 april 1879. Utformningen var tydligt inspirerad av den flagga som användes av Tsarryssland, som var en drivande kraft bakom många av tidens självständighetsrörelser inom det tidigare osmanska väldet. Den gröna färgen valdes för att visa på Bulgariens ställning som jordbruksnation, och skulle dessutom påminna om den bulgariska nationens ungdom.
Flaggan användes i oförändrat skick under perioden som självständigt kungadöme mellan 1908 och 1946, då Folkrepubliken Bulgarien bildades. Det socialistiska Bulgarien använde en flagga med statsvapnet vid flaggans inre kant (närmast flaggstången). Vapnet innehöll ett stegrande lejon med en vetekärve under en femuddig röd stjärna och en bandslinga med årtalen 681 (det år så den första bulgariska staten skapades) och 1944 (då det bulgariska kommunistpartiet tog makten).
När den kommunistiska regimen föll 1990 återinfördes den gamla flaggan.

## Färger
| Colour scheme         | Vit | Vit                  | Grön | Grön        | Röd | Röd         |
| --------------------- | --- | -------------------- | ---- | ----------- | --- | ----------- |
| Pantone (textilskala) |     | Vithet större än 80% |      | 17-5936 ТСX |     | 18-1664 ТСX |
| Pantone               |     | Safe                 |      | RAL 6024    |     | RAL 3028    |
| HTML-färger           |     | #FFFFFF              |      | #00966E     |     | #D62612     |